# Протрузија ацетабулума
Протрузија ацетабулума (ПА) или артрокатадиза је релативно ретко стање које се карактерише померањем главе бутне кости кроз патолошки ппромењен ацетабулум у трбушну дупљу. Па је повезана са  неком од метаболичких  болести костију (остеопороза, остеомалација, Паџетова болест) или инфламаторним артритисом (реуматоидни артритис или анкилозирајући спондилитис). Међутим, идиопатска протрузија ацетабулума се може јавити и без горе наведених фактора. 
Пацијенти са ПА имају значајно ограничење опсега покрета у куку због тога што врат бутне кости и трохантер ударају дубоку ацетабуларну дупљу и изазивају бол који је повезан са секундарним остеоартритисом.
Радиографски, ПА је присутан када се унутрашњи део главе бутне кости пројектује медијално на Кохлерову (илиоисхијалну) линију, што резултује медијализацијом центра ротације кука.

## Релевантна анатомија
Зглоб кука формирају глава бутне кости и ацетабулум. Сврстава се у сфероидне зглобове, код којих је више од половина кугласте главе бутне кости прекривена хрскавичним покровом ацетабулума.
Ацетабулум има облик полумесеца отвореног према каудално, где се наставља у ацетабуларној  фоси, испуњеној lig. capitis femori, који повезује ацетабулум са главом бутне кости, док је његову доњу ивицу затвара lig. transversum acetabuli. Фиброхрскавични прстен који повећава конкавност ацетабулума назива се лабрум. Капсула зглоба чинр веомачврсти пубофеморални, исхиофеморални и илиофеморални лигаменти.
Кук има дебелу мишићну превлаку којуа се састоји од групе мишића екстензора, флексора, абдуктора и адуктора.

## Етиологија
Протрузија ацетабулума је деформитет зглоба кука у коме медијални зид ацетабулума продире у карличну шупљину, са повезаним медијалним померањем главе бутне кости. Постепено продубљивање ацетабуларне шупљине узроковано је:
Примарним идиопатским чиниоцима
Секундарним чиниоцима који могу бити:
- неопластични,

- инфективни,
- метаболички,
- инфламаторни,
- трауматски,
- генетски поремећаји.

Због ове разноврсности узрока, у раној литератури било је доста спекулација о етиологији деформитета кука.

## Патофизиологија
Протрузија ацетабулума је подељена на примарне и секундарне облике.

### Примарни облик ПА
Примарну протрузија ацетабулума карактерише прогресивна избочина код жена средњих година. Стање може бити повезано са остеоартритисом и може бити породично.

### Секундарни облик ПА
У секундарне протрузије ацетабулума спадају:
- Паџетова болест
- псориатична артропатија
- реуматоидни артритис
- анкилозантни спондилитис
- остеомалација / рахитис
- остеогенесис имперфекта
- Марфанов синдром,[5]
- траумом изазван ПА
- јатрогени ПА, нпр. као компликација хемиартропластике кука,[6]
- хемофилија (код узнапредовале артропатије).[7]

## Терапија
Тотална артропластика кука (ТАК) за  протрузију ацетабулума захтева реконструкцију садржаног кавитарног дефекта, док је обод ацетабулума углавном нетакнут. Дефект се може ефикасно лечити латерализованом безцементном порозном пресвученом компонентом која се налази на периферном коштаном ободу ацетабулума. За ову интервенцију  у циљу попуњавања медијалног дефекта користи се морселизовани аутографт. Међутим, ако је обод неадекватан да обезбеди механичку подршку безцементној чашици због губитка костију или остеопорозе, реконструкција безцементне чашице може довести до медијалне миграције. Ако је подршка обода неадекватна,  за реконструкцију је прикладнија опција фиксација карлице изнад и испод ацетабулума.   
Кко тотална артропластика кука код протрузије може да утиче на дужину ноге, неоходна је и важна пажљива израда преоперативног шаблона за одређивање положаја имплантата.